# Правда за жртве трговине људима: практикум за судије и јавне тужиоце
Правда за жртве трговине људима: практикум за судије и јавне тужиоце је приручник АСТРЕ, треће измењено и допуњено издање објављено је 2023. године.

## О књизи
Приручник Правда за жртве трговине људима: практикум за судије и јавне тужиоце је објављен поводом обележавања двадесет година од доношења Палермо протокола и двадесет година постојања АСТРЕ, са циљем додатне едукације и сензибилисања судија и јавних тужилаца који су укључени у доношење одлука у предметима везаним за кривично дело трговине људима. Представља збир сазнања и искуства професионалаца и практичара стечених током вишегодишњег образовног рада.
Практикум је подељен на шест целина, у којима се обрађују различити аспекти везани за тему трговине људима – од домаћег и међународног нормативног оквира, преко односа кривичног дела трговине људима и других сличних кривичних дела и највећег поглавља које се односи на права жртава трговине људима у националном и међународном законодавству, закључно са поглављем које говори о различитим врстама траума кроз које пролазе жртве трговине људима. Ова публикација настоји да интердисциплинарно сагледа правни и хуманистички оквир кривичног поступка, кроз који пролазе жртве трговине људима, и садржи бројне илустрације и примере из праксе.